# ドライラン (検査)
ドライラン（英: dry run、または空運転）とは、起こりうる障害の影響を意図的に軽減するテストプロセスである。

## 概要
例えば、航空宇宙会社は、ジェット機の新しい操縦席の「ドライラン」試験を、ジェット機が飛行中ではなく、地上に駐機している間に実施する場合がある。
受け入れ手順（例えば、いわゆる検収試験（FAT＝英: factory acceptance testing））での「ドライラン」の使用は、次のことを意味する。下請け業者である製造者は、顧客による実際の受入れの前に、納入すべきシステムの完全なテストを行う必要がある。ソフトウェア開発の場合、本番環境でデータを処理する前に、処理内容を画面上に出力して妥当性を確認しなくてはならない。

## 参照項目
- コードレビュー
- 実機評価（英語版）
- プレビュー

## ノート
1. ↑  “Dry Run « The Word Detective”.   Word-detective.com. 2013年4月5日閲覧。